# 自由民主党税制調査会
自由民主党税制調査会（じゆうみんしゅとうぜいせいちょうさかい）は、自由民主党における審議機関の一つ。自民党税調、自民税調ともいう。

## 概説
1956年に税制改革特別委員会として発足、1959年に税制調査会に改名した。
初期は自民税調は「単なる調査会の一つ」に過ぎず、会長ポストも通常の党人事の一環であり、政府税制調査会が税に関する最高意思決定機関であった。1970年代に入り、1971年度税制で道路特定財源のための自動車重量税の創設を、1973年度税制で個人事業主に給与所得控除を実現する事業者報酬制度の創設を自民税調が主導権を握る形で実現して以降、税制が自民税調の主導になっていった。1973年の第一次オイルショックによって高度経済成長が終わると、予算配分が思うようにいかなくなり、業界の要望に応えるために租税特別措置による減税に重心を移す必要が出てくる一方で、税収確保のための増税も避けられないため、税制を調整する自民税調の権威が高まっていった。
1980年代以降はインナーと呼ばれる一部の税調幹部（山中貞則、村山達雄、奥野誠亮、林義郎、相澤英之ら）が実権を掌握し、一部の税調幹部による非公式会議で税制を事実上決定する等して、総裁や党三役すらはばかるほどであった。かつては首相も口出しができない「聖域」と呼ばれた。インナー（内輪）という呼称は大蔵省の官僚が命名したとされる。インナーによる長老支配は「様々な利害関係が存在する税制問題において、うかつに声を出して決定方針を示すと自分の選挙の落選という形で責任を取らされるとして、党内全体で多数決で決定するには及び腰になりやすいが決定せずに先送りにするのも困難な性格の問題であることから、専門知識を持った権威者が裁定するしかない」という理由もあった。1980～2000年代、山中貞則が「税調のドン」として君臨。「首相に（税制改正を）判断する能力はない」として首相が何か口出ししようものなら「おしゃべり野郎」と言い放った。また、1986年に府令で設置が決まっている公式組織である政府税調と方針が対立したとき、記者から「政府税調を軽視しているのではないか」と聞かれた際、「軽視ではない。無視しておる」と発言している。2000年から2004年にかけて、これら長老議員の相次ぐ死去・引退によりかつてほどの独立性は薄れていった。また2003年に小泉純一郎総裁の下で自民党税制調査会改革で一部の税調幹部による非公式会議への切り込みを行ったが、すぐに事実上の復活をしたため掛け声倒れに終わったと評された。自民税調では税制改正の審議が始まる前の年末には各業界団体等からの税制に関する要望がまとめられた資料「税制改正要望一覧表」が用意され、自民税調幹部の前で各自民党国会議員が要望等の発言をし、税調幹部が査定するのが慣例となっている。
2006年（平成18年）11月、官邸主導の人事により本間正明が政府税調の会長に互選され、会議開催場所も内閣府に移されるなど、財務省、総務省主導の体制に変化が見られた。
なお、2007年（平成19年）参議院議員選挙での民主党大勝などの影響で、民主党や公明党の党内税制調査会も影響力を増してきていた。そして、2009年の鳩山由紀夫内閣誕生後、政府と与党の税制調査会を一元化するため、民主党の税制調査会及び政府税制調査会を廃止し、新たに政治家をメンバーとする政府税制調査会を設置した。ただし2011年の野田内閣では民主党税制調査会が復活した（会長は大蔵省出身で蔵相、財務相を経験した藤井裕久）。自民党の政権復帰に伴い、2013年には有識者会議としての政府税制調査会が復活した。
自民党税制調査会の主な歴代会長には山中貞則、塩川正十郎、相澤英之、津島雄二、野田毅、宮澤洋一、甘利明などがいる。2023年現在の自民党税制調査会の会長は宮澤洋一。

## 歴代会長
| 代 |  | 会長       | 在任期間                | 備考 |
| -- |  | ---------- | ----------------------- | ---- |
| 1  |  | 太田正孝   | 1959年8月 - 1960年7月   |      |
| 2  |  | 植木庚子郎 | 1960年7月 - 1960年12月  |      |
| 3  |  | 前尾繁三郎 | 1960年12月 - 1961年8月  |      |
| 4  |  | 愛知揆一   | 1961年8月 - 1962年8月   |      |
| 5  |  | 坊秀男     | 1962年8月 - 1963年8月   |      |
| 6  |  | 小山長規   | 1963年8月 - 1964年8月   |      |
| 7  |  | 坊秀男     | 1964年8月 - 1966年9月   | 再任 |
| 8  |  | 内田常雄   | 1966年9月 - 1967年3月   |      |
| 9  |  | 桜内義雄   | 1967年3月 - 1968年2月   |      |
| 10 |  | 黒金泰美   | 1968年2月 - 1970年1月   |      |
| 11 |  | 坊秀男     | 1970年1月 - 1971年7月   | 再任 |
| 12 |  | 小山長規   | 1971年7月 - 1972年7月   | 再任 |
| 13 |  | 内田常雄   | 1972年7月 - 1973年12月  | 再任 |
| 14 |  | 植木庚子郎 | 1973年12月 - 1974年11月 | 再任 |
| 15 |  | 小川平二   | 1974年11月 - 1976年11月 |      |
| 16 |  | 金子一平   | 1976年11月 - 1978年12月 |      |
| 17 |  | 倉成正     | 1978年12月 - 1979年11月 |      |
| 18 |  | 山中貞則   | 1979年11月 - 1982年12月 |      |
| 19 |  | 村山達雄   | 1982年12月 - 1983年12月 |      |
| 20 |  | 加藤六月   | 1983年12月 - 1986年8月  |      |
| 21 |  | 山中貞則   | 1986年8月 - 1989年9月   | 再任 |
| 22 |  | 三塚博     | 1989年9月 - 1989年10月  |      |
| 23 |  | 西岡武夫   | 1989年10月 - 1990年3月  |      |
| 24 |  | 塩川正十郎 | 1990年3月 - 1991年11月  |      |
| 25 |  | 武藤嘉文   | 1991年11月 - 1993年4月  |      |
| 26 |  | 村山達雄   | 1993年4月 - 1996年11月  | 再任 |
| 27 |  | 林義郎     | 1996年11月 - 2000年7月  |      |
| 28 |  | 武藤嘉文   | 2000年7月 - 2001年5月   | 再任 |
| 29 |  | 相澤英之   | 2001年5月 - 2003年11月  |      |
| 30 |  | 津島雄二   | 2003年11月 - 2005年11月 |      |
| 31 |  | 柳澤伯夫   | 2005年11月 - 2006年9月  |      |
| 32 |  | 与謝野馨   | 2006年9月 - 2006年11月  |      |
| 33 |  | 津島雄二   | 2006年11月 - 2009年11月 | 再任 |
| 34 |  | 野田毅     | 2009年11月 - 2015年10月 |      |
| 35 |  | 宮澤洋一   | 2015年10月 - 2019年9月  |      |
| 36 |  | 甘利明     | 2019年9月 - 2021年10月  |      |
| 37 |  | 宮澤洋一   | 2021年10月 -            | 再任 |

※ 太字は大蔵省出身。